# Parastheneboea
Parastheneboea is een geslacht van Phasmatodea uit de familie Diapheromeridae. De wetenschappelijke naam van dit geslacht is voor het eerst geldig gepubliceerd in 1908 door Redtenbacher.

## Soorten
Het geslacht Parastheneboea omvat de volgende soorten:
- Parastheneboea exotica (Brunner von Wattenwyl, 1907)
- Parastheneboea foliculata Hennemann, Conle, Zhang & Liu, 2008
- Parastheneboea imponens (Brunner von Wattenwyl, 1907)
- Parastheneboea laetior
- Parastheneboea laeviventris (Redtenbacher, 1908)
- Parastheneboea montisrajae (Günther, 1933)
- Parastheneboea neglecta (Günther, 1943)
- Parastheneboea simianshanensis Hennemann, Conle, Zhang & Liu, 2008
- Parastheneboea yehi Brock, 1999